# Angel Kelly
Pour les articles homonymes, voir Kelly.
Angel Kelly est une actrice pornographique américaine, en activité de 1985 à 1991. Avec Jeannie Pepper et Heather Hunter, Kelly était l'une des premières actrices afro-américaines à réussir dans le milieu du film pornographique. Elle est membre de l'AVN Hall of Fame.

## Carrière
Angel Kelly débute dans son premier film en 1985. Durant sa principale période d'activité, entre 1986 et 1988, elle participe à plus de 100 films, dont 53 pour la seule année 1987, mais dans moins de 5 films par an en 1990. Le dernier film dans lequel elle apparait se déroule en 1991.
Angel Kelly entre dans l'AVN Hall of Fame en janvier 2008, puis dans le XRCO Hall of Fame le 16 avril 2009.

## Filmographie sélective
- 1988 : No Man's Land 1: An All Female Fantasy